# Diest
Diest (en español áurico, Dieste) es una ciudad y municipalidad de la provincia belga del Brabante Flamenco, en Flandes.
A 1 de enero de 2018 tiene 23 824 habitantes.
Comprende los deelgemeentes de Diest, Deurne, Schaffen, Webbekom, Kaggevinne y Molenstede.
Se ubica en la esquina nororiental de la provincia, unos 15 km al noroeste de Hasselt.

## Historia
Bastión de la Casa de Orange-Nassau desde 1497, al inicio de la revuelta neerlandesa en 1566 fue ocupada por las tropas españolas. Sería tomada por los neerlandeses en 1572, 1580-1583 y en 1635. La victoria española en el sitio de Lovaina, permitió el mantenimiento de la ciudad dentro de los Países Bajos Españoles, hasta su conquista durante la guerra de Sucesión por la Gran Alianza en 1705.

## Demografía

### Evolución
Todos los datos históricos relativos al actual municipio, el siguiente gráfico refleja su evolución demográfica, incluyendo municipios después de efectuada la fusión el 1 de enero de 1977.
| Gráfica de evolución demográfica de Diest entre 1846 y 2020 |
|                                                             |

## Galería de imágenes

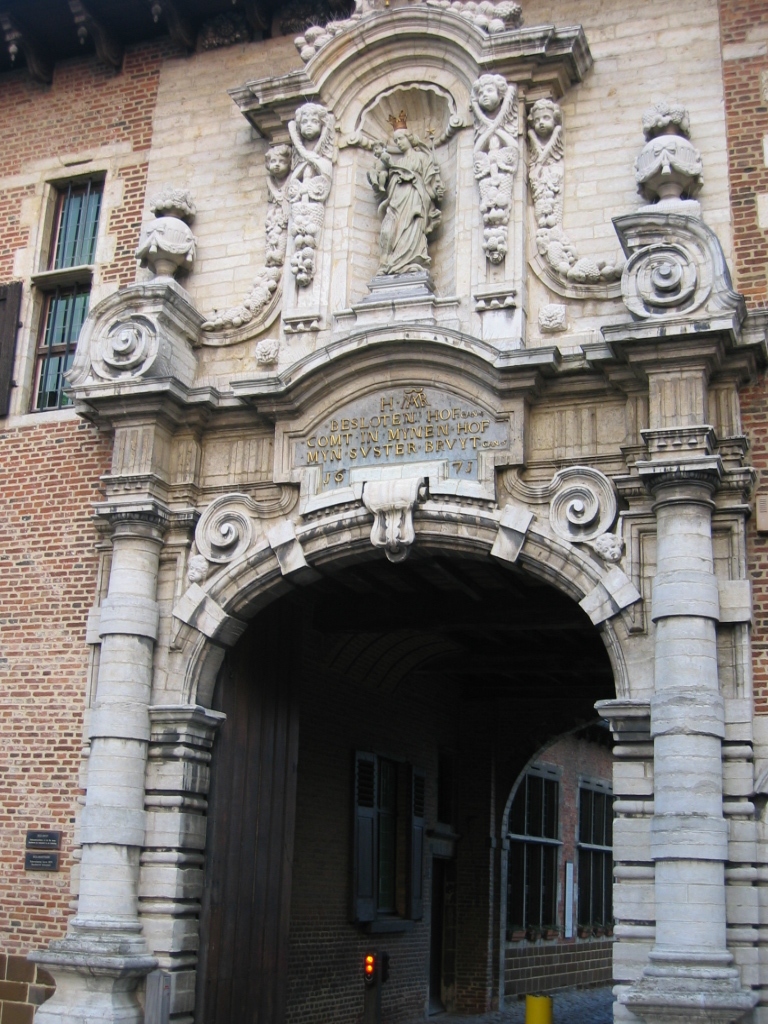
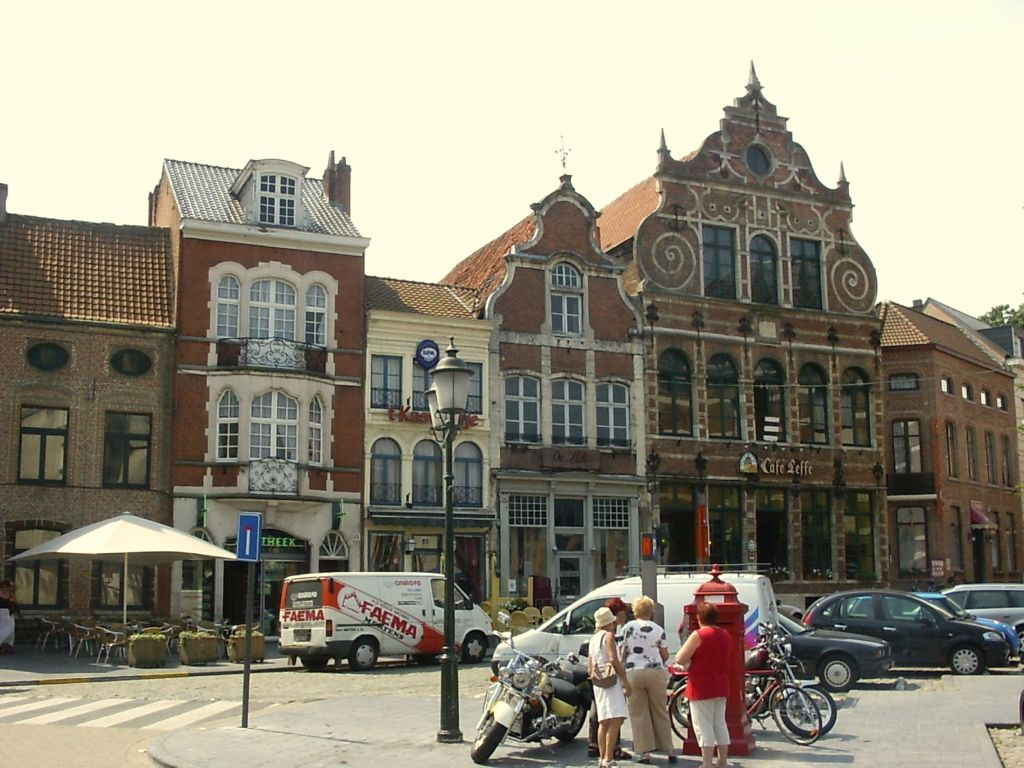
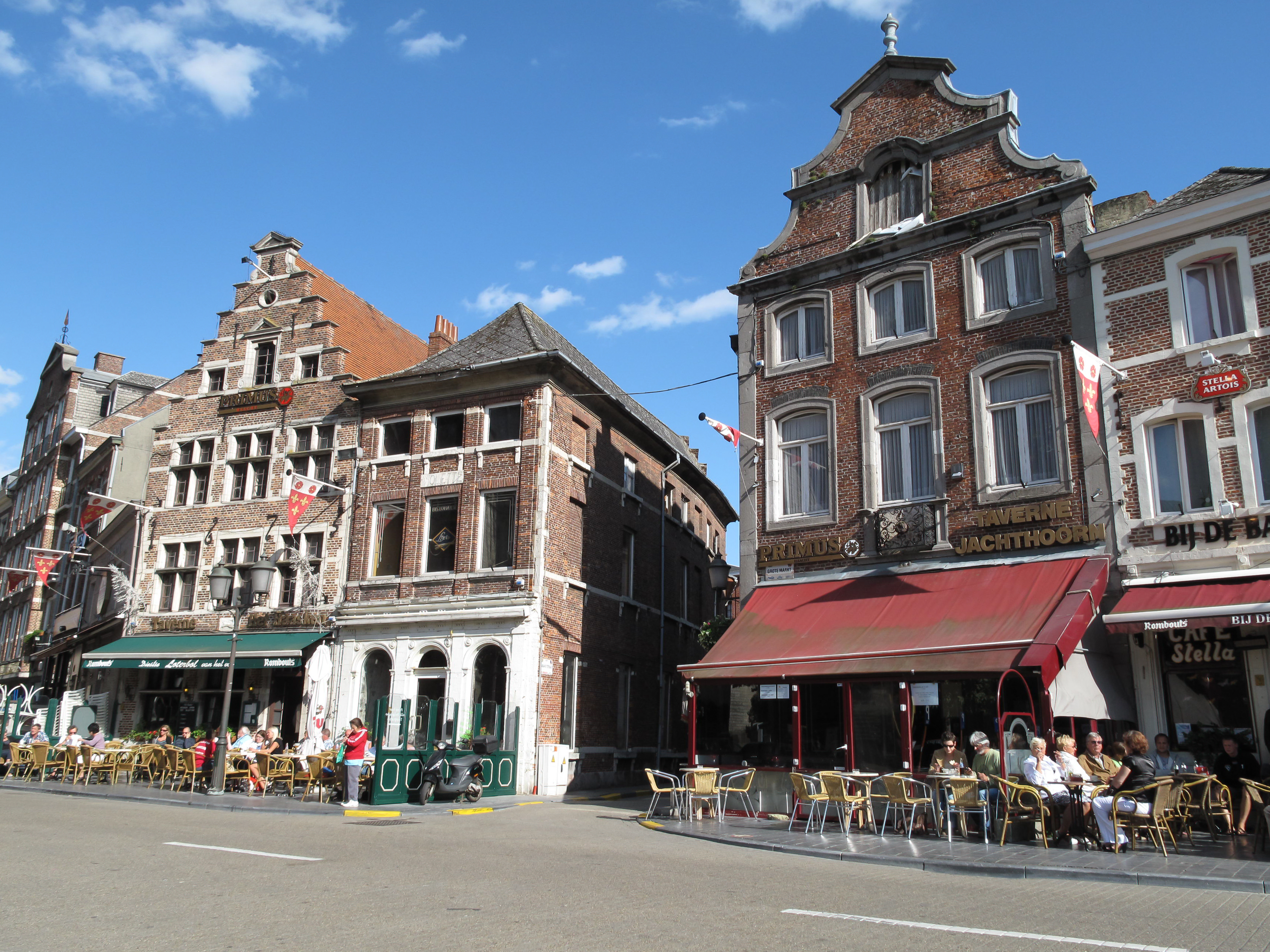